# Кавалькада

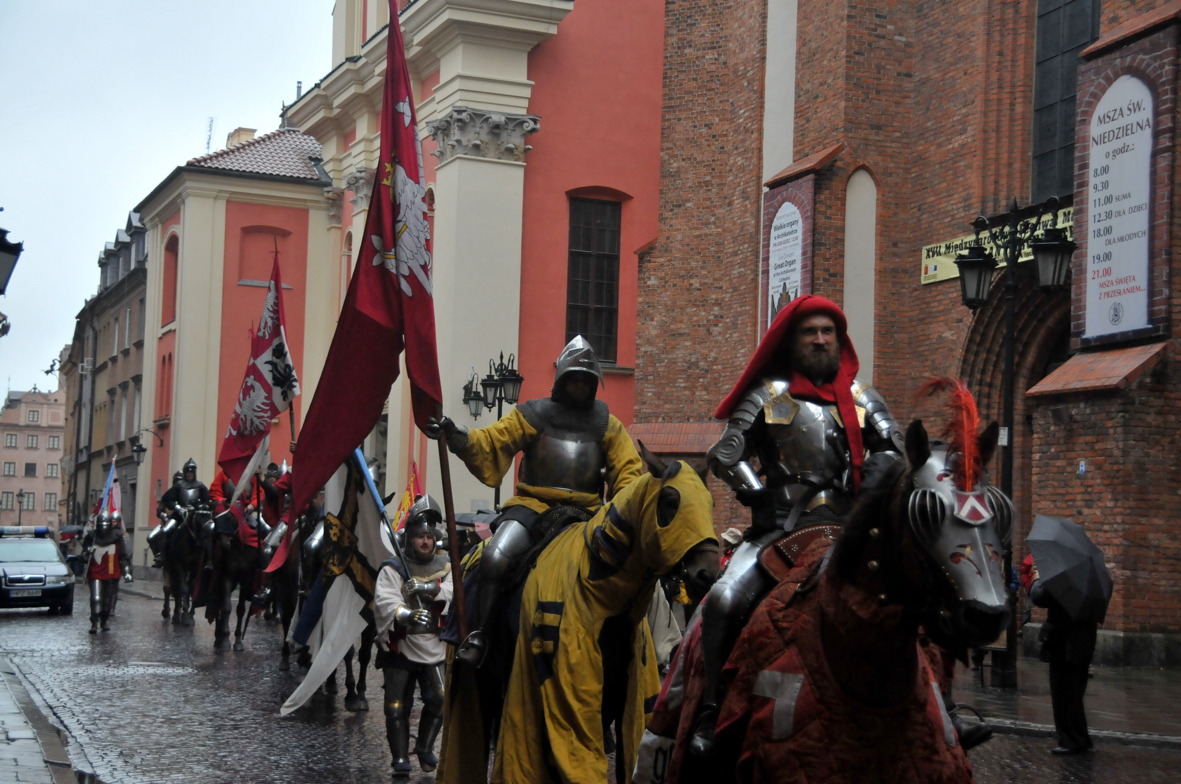
Реконструкція кавалькади. Варшава. Польща.

Кавалька́да (англ. cavalcade), кінний парад, кінна хода — група вершників які урочисто рухаються заздалегідь спланованим маршрутом.
У сучасних умовах кавалькадою може вважатись колона автомобілів або катерів. Також слово можна вживати у переносному значенні при описі ланцюжку подій, які пов'язані між собою, та відбуваються послідовно одна за одною.
Походить від латинського слова caballus — кінь, з якого утворилось caballicare — їздити верхи. Потім це слово перейшло в італійську мову і стало cavalcare — їздити верхи. І вже пізніше розійшлось по інших мовах як термін кавалькада: італійська — cavalcata, іспанська — cabalgata, французька та англійська — cavalcade.